# Comuna de Chełmno
Chełmno (polaco: Gmina Chełmno) é uma gminy (comuna) na Polónia, na voivodia de Cujávia-Pomerânia e no condado de Chełmiński. A sede do condado é a cidade de Chełmno.
De acordo com os censos de 2007, a comuna tem 5232 habitantes, com uma densidade 45,9 hab/km².

## Área
Estende-se por uma área de 114,05 km², incluindo:
- área agrícola: 69%
- área florestal: 12%

## Demografia
Dados de 30 de Junho 2007:
|                      | Total   | Total | Mulheres | Mulheres | Homens  | Homens |
| -------------------- | ------- | ----- | -------- | -------- | ------- | ------ |
|                      | pessoas | %     | pessoas  | %        | pessoas | %      |
| População            | 5232    | 100   | 2599     | 49,7     | 2633    | 50,3   |
| Densidade (pop./km²) | 45,9    | 100   | 22,8     | 22,8     | 23,1    | 23,1   |

De acordo com dados de 2005, o rendimento médio per capita ascendia a 1624,69 zł.

## Comunas vizinhas
- Dragacz, Grudziądz, Kijewo Królewskie, Pruszcz, Stolno, Świecie, Unisław